# Nesomyrmex gibber
Nesomyrmex gibber es una especie de hormiga del género Nesomyrmex, tribu Crematogastrini, familia Formicidae. Fue descrita científicamente por Donisthorpe en 1946.
Se distribuye por Mauricio. Se ha encontrado a elevaciones de hasta 780 metros. Habita en bosques húmedos.